# Södermanlands runinskrifter 31
Södermanlands runinskrifter 31 är ett runstensfragment på Nora gård vid Vagnhärad i Trosa kommun.  

## Historia
Runstenens nedre del har enligt Richard Dybeck tidigare använts i trappan till ett uthus på Nora gård. Fem mindre delar har använts i spismuren i stugan och funnits senare utspridda vid trappstenen. Enligt tidigare uppgifter ska den ha varit rest vid landsvägen nära Norasjön.
Tre fragment finns bevarade, ett i Nora, ett vid Björksta och ett i Statens historiska museers samlingar.

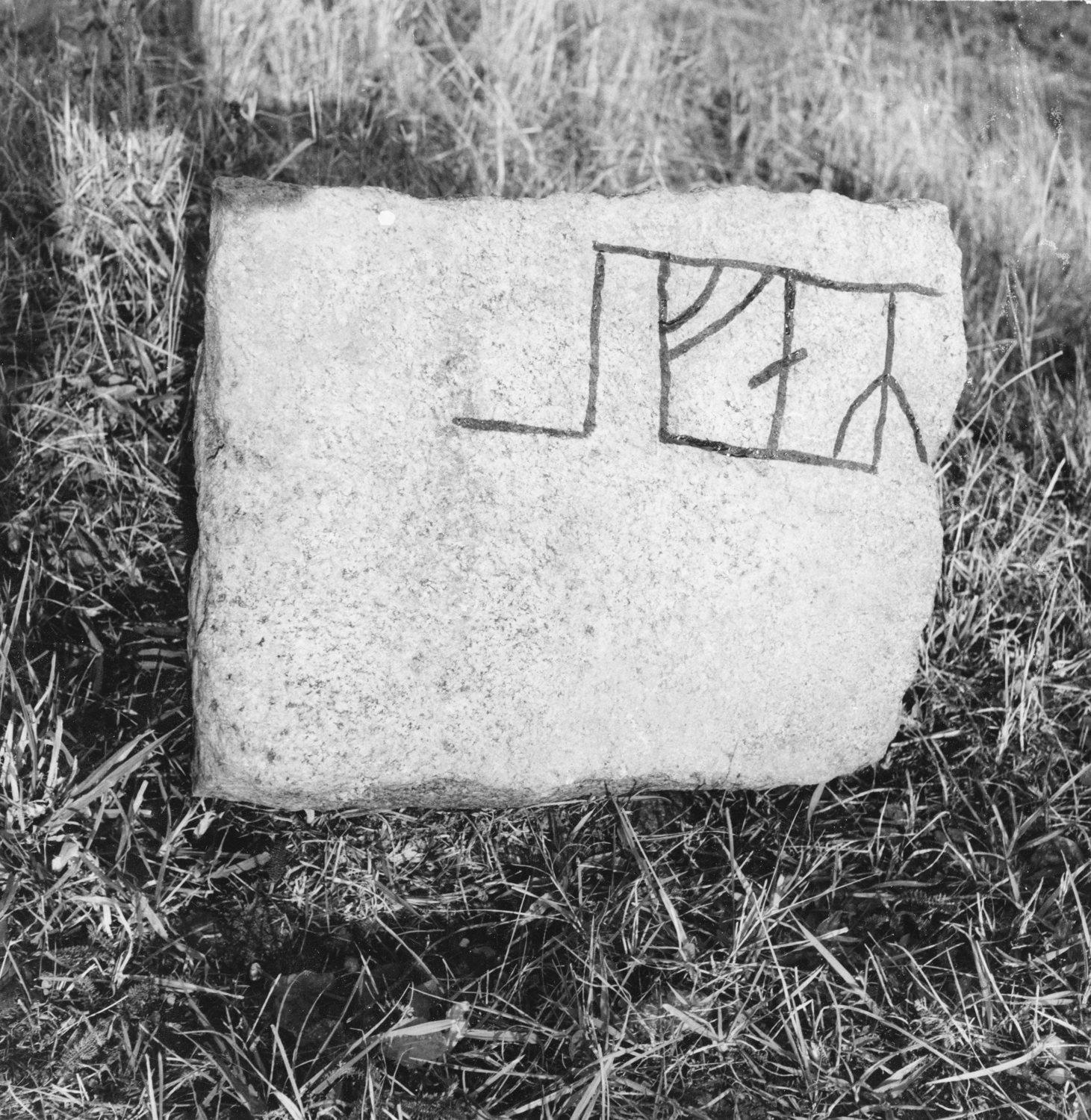
Runstensfragment vid Nora efter uppmålning år 1959.

## Inskriften
Inskriptionen lyder i translitterering:
[hrualtr : auk : ulef] raistu [: stai]… …a : at : þuri [: faþur kuþan : bunta : altr]ifaʀ [:]
På fornsvenska:
Hroaldr ok Olæif/Olæifʀ ræistu stæi[n þenn]a(?) at Þori, faður goðan, bonda Aldrifaʀ.
Översatt till modern svenska:
Roald och Olev reste denna sten efter Tore, sin gode fader, Aldrivs make.